# Chiesa dei Santi Pietro e Paolo (Castell'Alfero)
La chiesa dei Santi Pietro e Paolo è la parrocchiale di Castell'Alfero, in provincia e diocesi di Asti; fa parte della zona pastorale Est.

## Storia

### Primi secoli
Nel Registro delle chiese della Diocesi di Asti del 1345, fatto compilare dall'allora vescovo di Asti Arnaldo De Rosette, si legge che nella zona di Castell'Alfero sorgevano due chiese, entrambe parrocchiali: quella del borgo di Lissano e quella del borgo di Cassano.

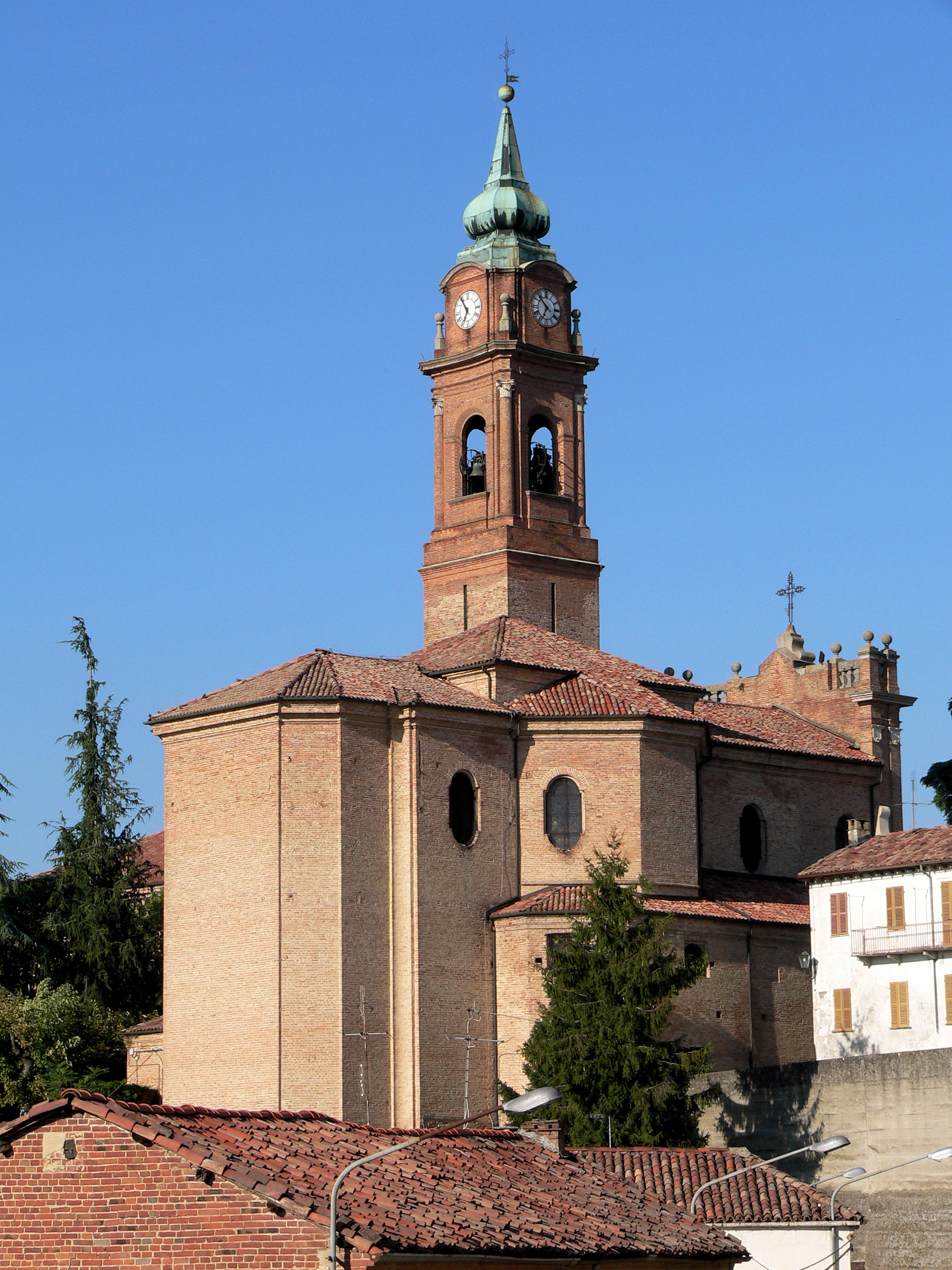
Abside e campanile.

Dalla relazione della visita pastorale del 1570 del vescovo Domenico Della Rovere s'apprende che le due summenzionate chiese versavano in pessime condizioni e che la funzione di parrocchiale veniva espletata dalla chiesa di Santa Maria Assunta in paese; in quell'occasione il presule ordinò che la chiesa di Cassano venisse riparata riutilizzando i materiali provenienti dal demolito campanile, abbattuto in quanto pericolante.
Nel 1578 le due parrocchie entrarono a far parte del vicariato foraneo di Castagnole Monferrato.
 Nel 1585 il delegato apostolico Angelo Peruzio, compiendo la sua visita, annotò che le due chiese di Lissano e Cassano erano ancora in precarie condizioni; nel 1588 il vescovo Francesco Panigarola ordinò che, se si fosse rivelato impossibile ristrutturare la chiesa di Lissano, si sarebbe dovuto demolire l'edificio per far sorgere al suo posto una nuova cappella.
Nel 1619 il vescovo Isidoro Pentorio compì la sua visita pastorale e trovò che le due chiese non erano state restaurate e versavano ancora in pessimo stato.
Ribadì le sue disposizioni di demolire e riedificare l'edificio e qualche anno dopo questo fu realizzato.

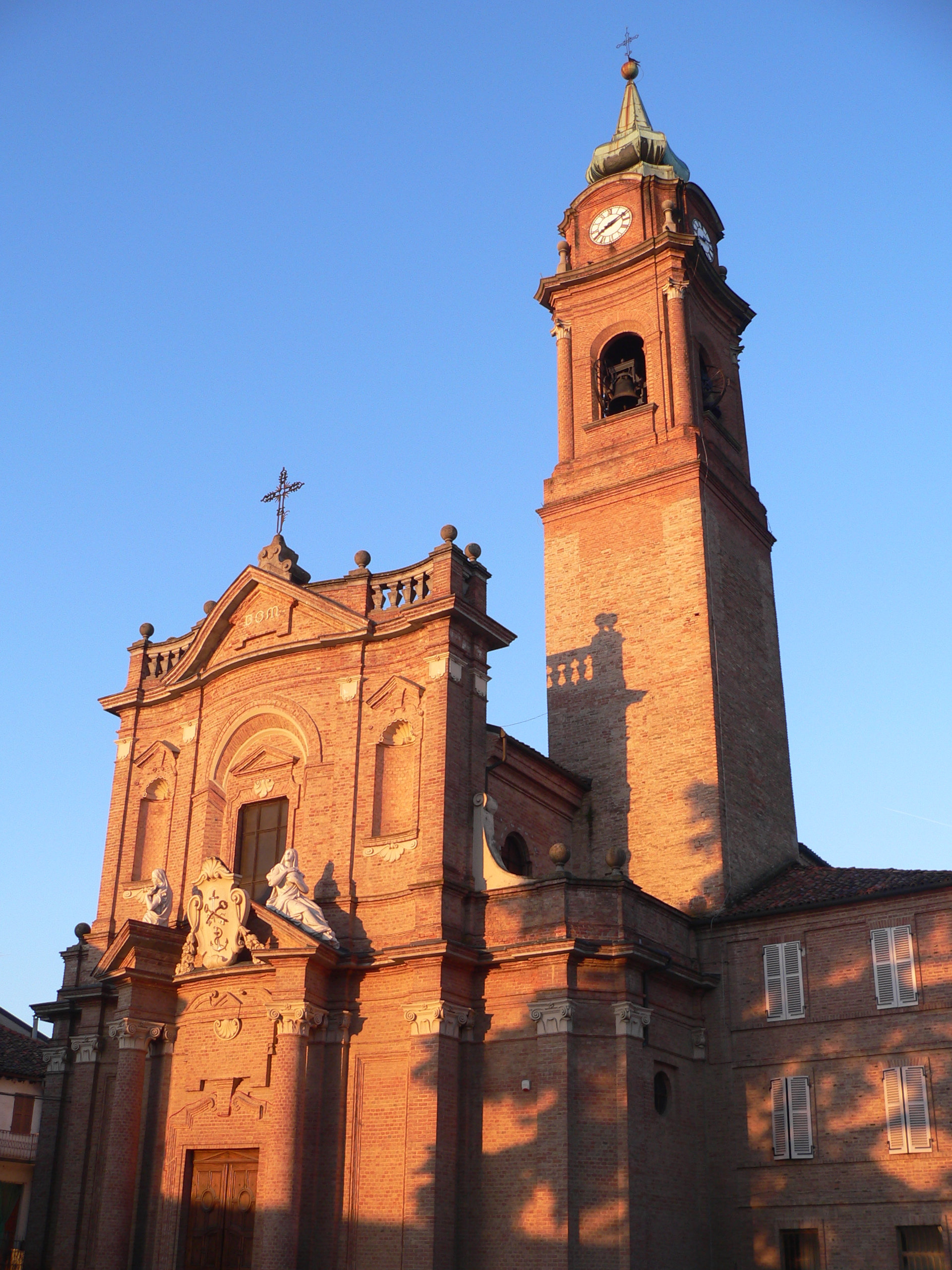
Chiesa e campanile al crepuscolo.

### Dal XVIII secolo
Il 13 marzo 1706, ottenuto quanto richiesto dall'allora parroco don Giovanni Tommaso De Rolandis, le due parrocchie vennero fuse in una sola con sede nella già citata chiesa di Santa Maria e i due piccoli edifici divennero cappelle campestri per poi venir distrutte e non più citate dal 1730.
Nel 1710 il vescovo di Asti Innocenzo Milliavacca osservò che la chiesa, essendo vecchia, umida ed oscura, necessitava di un intervento di restauro, che fu poi condotto nel 1730.
Nel 1746 venne eretto il campanile, mentre la nuova parrocchiale, disegnata da Benedetto Alfieri, fu costruita nel 1766 grazie all'obolo dei fedeli e la consacrazione venne celebrata nel 1804 dal vescovo Pietro Arborio Gattinara.
Nel 1817 la chiesa entrò a far parte del vicariato di Corsione.
Nel 1933 la struttura venne ampliata, con l'allungamento di 6,5 metri della navata e la realizzazione della nuova facciata, disegnata dall'architetto torinese Gallo.
Nel 1952 il campanile fu sopraelevato, raggiungendo un'altezza di 46 metri.

## Descrizione

### Esterno
La facciata della chiesa è suddivisa in due registri; quello inferiore, scandito da lesene, presenta il portale d'ingresso due colonne sulle quali sono dipinti due stemmi e sorreggenti un timpano spezzato, mentre quello superiore, tripartito da lesene, è caratterizzato da due nicchie e da una finestra timpanata inscritta in un arco a tutto sesto. 
Il campanile presenta, all'altezza della cella, una monofora per lato e ai quattro angoli delle colonne; è coronato dalla copertura a cipolla.

### Organo
La chiesa è dotata di un organo costruito dalla ditta torinese Collino e figli nel 1862; restaurato dalla ditta Marin nel 1977, lo strumento presenta cinquantasei tasti ricoperti in ebano ed osso.